# Mécomptes de fées
Mécomptes de fées est le douzième livre des Annales du Disque-monde de l'écrivain anglais Terry Pratchett et publié en France en 1998.
L'œuvre originale fut publiée en 1991 sous le titre Witches Abroad.

## Résumé
Desiderata Lacreuse, marraine-fée, meurt et lègue sa baguette magique à Magrat Goussedail, confiant à elle et ses deux consœurs sorcières, Mémé Ciredutemps et Nounou Ogg, le soin de combattre Lilith qui tient le pays de Genua sous son emprise. Celle-ci l'a transformé de force en un pays de conte de fées et veille à ce que tout s'y passe comme elle l'a décidé.
Les sorcières s'envolent vers Genua, traversant la montagne (avec l'aide des nains) et le pays des vampires sur leur trajet.
Une fois parvenues à Genua, elles doivent aider Illon à ne pas épouser le Prince, mis sur le trône par Lilith.

## Thèmes
- Parodies de contes de fées :
  - Grenouille transformée en Prince
  - La Belle au bois dormant
  - Le Petit Chaperon rouge
  - Allusion aux Trois Petits Cochons
  - Cendrillon
  - Le Magicien d'Oz
- Le vaudou, l'équivalent de la sorcellerie à Genua
- Genua représente la Louisiane
- Clin d'œil à Gollum et aux nains présents dans Le Seigneur des anneaux de John Tolkien
- Le mythe du vampire et de Dracula.

## Personnages
- Les sorcières :
  - Esméralda « Mémé » Ciredutemps, sorcière intransigeante
  - Gytha « Nounou » Ogg, sorcière bonne vivante, et son chat Gredin
  - Magrat Goussedail, jeune sorcière romantique
- Lady Lilith, marraine-fée
- Illon, alias Braise ou Braisillon, jeune promise au Prince (voir Cendrillon)
- Madame Erzulie Gogol, femme vaudou
- Saturday, zombie (voir Baron Samedi)
- Madame Aimable, cuisinière
- Première apparition de Casanabo le nain